# Фредерик Октавиус Пикард-Кеймбридж
Фредерик Октавиус Пикард-Кеймбридж  (на английски: Frederick Octavius Pickard-Cambridge) e английски арахнолог. Често е бъркан с чичо му Октавиус Пикард-Кеймбридж (1828 - 1917), който също е арахнолог и от когото Ф. О. Пикард-Кеймбридж взима ентусиазма и любовта към изследването на паяците.

## Биография
Ф. О. Пикард-Кеймбридж е роден в Уормуел, Дорсет, където баща му е ректор. Завършва Оксфордския университет. Пред него се отваря пътя към блестяща кариера, която обаче той не осъществява. Става свещеник, а извънредно религиозните му виждания и твърди политически убеждения го отдалечават и от семейството и приятелите му. Насочва се към естествената история.
Различните източници не посочват как е починал Ф. О. Пикард-Кеймбридж, а само, че смъртта му не е била естествена. Различни са и годините, посочвани за смъртта му – 1905 или 1902.

## Трудове
Трудовете на Ф. О. Пикард-Кеймбридж са публикувани между 1889 и 1905 г., някои от тях – след смъртта му. Разработките му са за паяците по целия свят. Произведенията му са предимно таксономични, изследва връзките между различните видове паяци, включително много от описаните от известния му чичо. Самият той открива множество нови родове и добавя шестнадесет вида паяци в научните списъци в Британия.
Към края на кариерата си използва забележителните си познания по темата и се заема с илюстрирането на книги по естествена история и други субекти.